# واشینگتن اروینگ
واشینگتن اروینگ (به انگلیسی: Washington Irving)، نویسنده و سیاست‌مدار آمریکایی، مقاله‌نویس، شاعر، سفرنامه‌نویس، زندگی‌نامه‌نویس و خالق داستان‌های کوتاه است که از این رو او را پدر داستان‌های کوتاه در ادبیات آمریکا می‌دانند.

## زندگی
فرزند یک بازرگان اسکاتلندی‌تبار در ۳ آوریل ۱۷۸۳ میلادیدر نیویورک دیده به جهان گشود. نامش را از جورج واشینگتن برگرفتند و او را «واشینگتن» نام نهادند. والدین او دارای ۱۱ فرزند بودند که تنها ۸ تا از آنها زنده ماندند و واشینگتن آخرین فرزند آنها بود.
واشینگتن دانش آموز بی علاقه ای بود که داستان‌های ماجراجویی و درام را ترجیح می‌داد و عصرها مرتباً از کلاس بیرون می‌رفت تا در تئاتر شرکت کند، او در این زمان ۱۴ سال داشت. در سال ۱۷۹۸ شیوع تب زرد در منهتن خانواده اش را بر آن داشت تا وی را به مکان دیگری در Tarrytown نیویورک بفرستند، جایی که او نزد دوستش جیمز کرک پالدینگ اقامت داشت. او در نوجوانی چندین سفر دیگر به هادسون انجام داد و در مورد سفرش مطلب نوشت. واشینگتن هنگامی که ۱۹ ساله بود مطلبی را برای روزنامه نیویورک نوشت.
پس از دریافت دانش‌نامه در رشته حقوق، فعالیتش را با نگارش مقالات در نشریات مختلف آغاز کرد. در سال‌های (۱۸۰۴–۱۸۰۶) به اروپا سفر کرد و در سال ۱۸۰۹ نامزدش را (ماتیلدا هوفمان) در سانحه‌ای از دست داد و مدت‌ها در اثر فقدان وی دچار آشفتگی روحی و ناآرامی بود. در سال ۱۸۰۹ کتاب «تاریخ نیویورک» را تحت نام مستعار «دیدریش کنیکربوکر» منتشر ساخت و تحت همین نام به عنوان نویسنده‌ای شوخ‌طبع و طنزنویس به اشتهار رسید. در سال ۱۸۱۵ دوباره به اروپا رفت و پس از اقامت در لیورپول و سرپرستی تجارت‌خانه پدرش که پس از چندی ورشکسته شد، تا سال ۱۸۳۲ در آن‌جا اقامت گزید و در شهرهای درسدن، لندن و پاریس به‌سر برد و سرانجام پس از آشنایی با خانم «مری شلی» در سال ۱۸۲۶ عازم اسپانیا شد.
در سال ۱۸۱۹ اروینگ مجموعهٔ داستانی به نام «کتاب پیش‌نگار جفری کرایون»∗ که شامل کلمات و داستان‌های کوتاه بود منتشر ساخت. در این هنگام به او به نام اولین نویسنده آمریکایی که در خارج از ایلات متحده به شهرت رسیده‌است، نامی شد. وی بعدها به جهت آفرینش داستان‌های کوتاه آمریکایی شهرت یافت.
داستان «ریپ فان وینکل» که شرح حال مردی است که از دست همسر سلطه‌جوی خود سر به کوه و بیابان می‌گذارد و با نوشیدن معجون جادویی به خوابی بیست‌ساله فرومی‌رود، در سال ۱۸۰۹ به پایان رساند. این داستان برداشتی است از یک افسانه آلمانی به نام «راهب هایسترباخ»∗. کتاب «حماسه اسلیپی هولو» ∗ نیز برگردانی از آثار «گوتفرید اوت بورگر» شاعر و نویسنده آلمانی (۱۷۴۷–۱۷۹۴) و «یوهان کارل اوت موزِ اِوس» نویسنده، منتقد ادبی و زبان‌شناس آلمانی است. در سال ۱۸۴۲ میلادی، واشینگتن اروینگ کتاب «Bracebridge Hall» را که دربرگیرندهٔ مجموعهٔ داستان‌های کوتاه و دنباله «کتاب پیش‌نگار جفری کرایون» بود، منتشر کرد.
کتاب «داستان‌های یک مسافر» که نمودی از مناظر اروپا بود، در سال ۱۸۲۴ منتشر شد. مجموعه داستانی به نام «حکایاتی از الحمرا» و «تاریخچه تسخیر گرانادا» نیز از آثار واشینگتن اروینگ است که در آن‌ها مسیحیان را به وحشی‌گری علیه فرهنگ برتر موریتانی متهم می‌سازد. اروینگ از سال (۱۸۳۲–۱۷۴۲) در آمریکا سکونت گزید و در داستان‌هایش به موضوع‌های آمریکایی پرداخت.

## آثار
- ۱۸۰۲ - Letters of Jonathan Oldstyle
- ۱۸۰۷ Salmagundi mit William Irving und J.K. Paulding
- ۱۸۰۹ - تاریخ نیویورک A History of New York, by Diedrich Knickerbocker
- ۱۸۱۹-۲۰ - کتاب طرح The Sketch Book of Geoffrey Crayon , Gent
- - ریپ وان وینکل Rip van Winkle
- - افسانه اسلیپی هالو The Legend of Sleepy Hollow
- ۱۸۲۲ Bracebridge Hall
- ۱۸۲۴ - داستان‌های یک سیاح Tales of a Traveller
- ۱۸۲۸ - کریستف کلمب A History of the Life and Voyages of Christopher Columbus
- ۱۸۲۹ - تاریخ فتح گرانادا The Chronicle of the Conquest of Granada
- ۱۸۲۹ - Tales of the Alhambra
- ۱۸۳۱ The Companions of Columbus
- ۱۸۳۵ A Tour on the Prairies
- ۱۸۳۵ Abbottsford and Newstead Abbey
- ۱۸۳۵ (The Crayon Miscellany (3 Bd
- ۱۸۳۶ Astoria
- ۱۸۳۷ Essays and Sketches
- ۱۸۳۷ The Adventures of Captain Bonneville
- ۱۸۴۰ - زندگی الیور گلدسمیت The Life of Oliver Goldsmith
- ۱۸۴۹ - محمد و پیروانش Mahomet and His Successors
- ۱۸۵۵-۵۹ (The Life of George Washington (5 Bd

## پایان زندگی

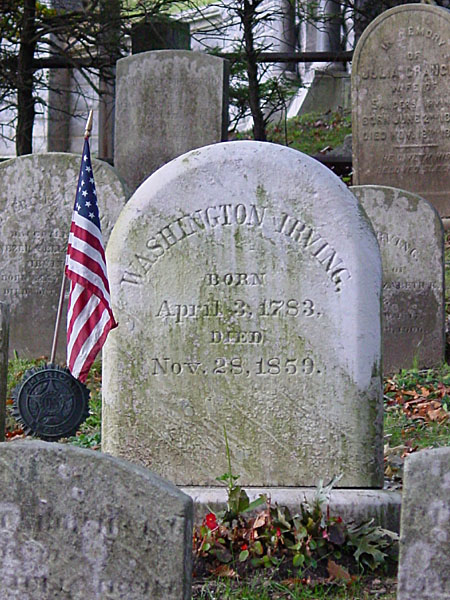
آرامگاه واشینگتن اروینگ در گورستان «اسلیپی هولو» در نیویورک.

سال ۱۸۴۲ به عنوان سفیر آمریکا به اسپانیا اعزام شد و چهار سال بعد به آمریکا بازگشت و برای همیشه در آنجا سکونت گزید و به نوشتن زیست‌نامه محمد پرداخت.
واشینگتن اروینگ در تاریخ ۲۸ نوامبر ۱۸۵۹ میلادی در زادگاه خود درگذشت.